# Immeuble R.H.-Coats
L'immeuble R.H.-Coats est un immeuble de bureaux situé dans le complexe gouvernemental du pré Tunney à Ottawa, Ontario, Canada. Il est situé près de l'intersection de l'avenue Holland et de la rue Scott, à côté de la station Tunney's Pasture d'OC Transpo.
Nommé en l'honneur du premier statisticien fédéral du Canada, Robert H. Coats (en) (1874-1960), l'immeuble R.H.-Coats a été achevé en 1976 par le cabinet d'architectes Ogilvie et Hogg. Il compte 26 étages et mesure 99 m de hauteur, ce qui en fait la plus haute tour du pré Tunney. Des faucons pèlerins sont parfois aperçus au sommet de ce bâtiment. Il abrite les bureaux de Statistique Canada.

## Remarques
1. ↑  (en + fr) 75 years and counting : a history of Statistics Canada., Ottawa, Statistique Canada, 1993 (lire en ligne [PDF]), p. 75
2. ↑  Kalman, 150.